# المتنة (مسورة)

تعديل مصدري - تعديل

المتنة هي إحدى قرى عزلة دثران ال علوي بمديرية مسورة التابعة لمحافظة البيضاء، بلغ تعداد سكانها 277 نسمة حسب تعداد اليمن لعام 2004.